# Апленд (Небраска)
Апленд (англ. Upland) — селище (англ. village) в США, в окрузі Франклін штату Небраска. Населення — 125 осіб (2020).

## Географія
Апленд розташований за координатами 40°19′10″ пн. ш. 98°54′8″ зх. д. / 40.31944° пн. ш. 98.90222° зх. д. (40.319490, -98.902249).  За даними Бюро перепису населення США в 2010 році селище мало площу 1,06 км², уся площа — суходіл.

## Демографія
Згідно з переписом 2010 року, у селищі мешкали 143 особи в 58 домогосподарствах у складі 40 родин. Густота населення становила 134 особи/км².  Було 83 помешкання (78/км²).
Расовий склад населення:
| - 99,3 % — білих |

До двох чи більше рас належало 0,0 %. Частка іспаномовних становила 1,4 % від усіх жителів.
За віковим діапазоном населення розподілялося таким чином: 26,6 % — особи молодші 18 років, 62,2 % — особи у віці 18—64 років, 11,2 % — особи у віці 65 років та старші. Медіана віку мешканця становила 42,5 року. На 100 осіб жіночої статі у селищі припадало 95,9 чоловіків;  на 100 жінок у віці від 18 років та старших — 94,4 чоловіків також старших 18 років.
Середній дохід на одне домашнє господарство  становив 52 185 доларів США (медіана — 51 250), а середній дохід на одну сім'ю — 58 242 долари (медіана — 58 750). Медіана доходів становила 40 000 доларів для чоловіків та 31 250 доларів для жінок. За межею бідності перебувало 12,0 % осіб, у тому числі 23,5 % дітей у віці до 18 років та 0,0 % осіб у віці 65 років та старших.
Цивільне працевлаштоване населення становило 100 осіб. Основні галузі зайнятості: виробництво — 23,0 %, оптова торгівля — 19,0 %, сільське господарство, лісництво, риболовля — 14,0 %, публічна адміністрація — 11,0 %.